# Andrea Boscoli
Andrea Boscoli (* um 1550 in Florenz; † 1606 ebenda) war ein italienischer Maler.

## Biographisches
Andrea Boscoli wurde um 1550 in Florenz geboren, wo er 1606 auch starb.

## Werke
Andrea Boscoli malte im Stil des florentinischen, klassizistischen Manierismus des 16. Jahrhunderts. In seinem Stil wurde er von Santi di Tito geprägt. Der Großteil seiner Werke umfasst religiöse Genrebilder.
Boscolis Werke sind unter anderem in den Uffizien in Florenz ausgestellt. Weitere Werke lassen sich auch in den Kirchen von Florenz, Pisa und Fabriano finden. 

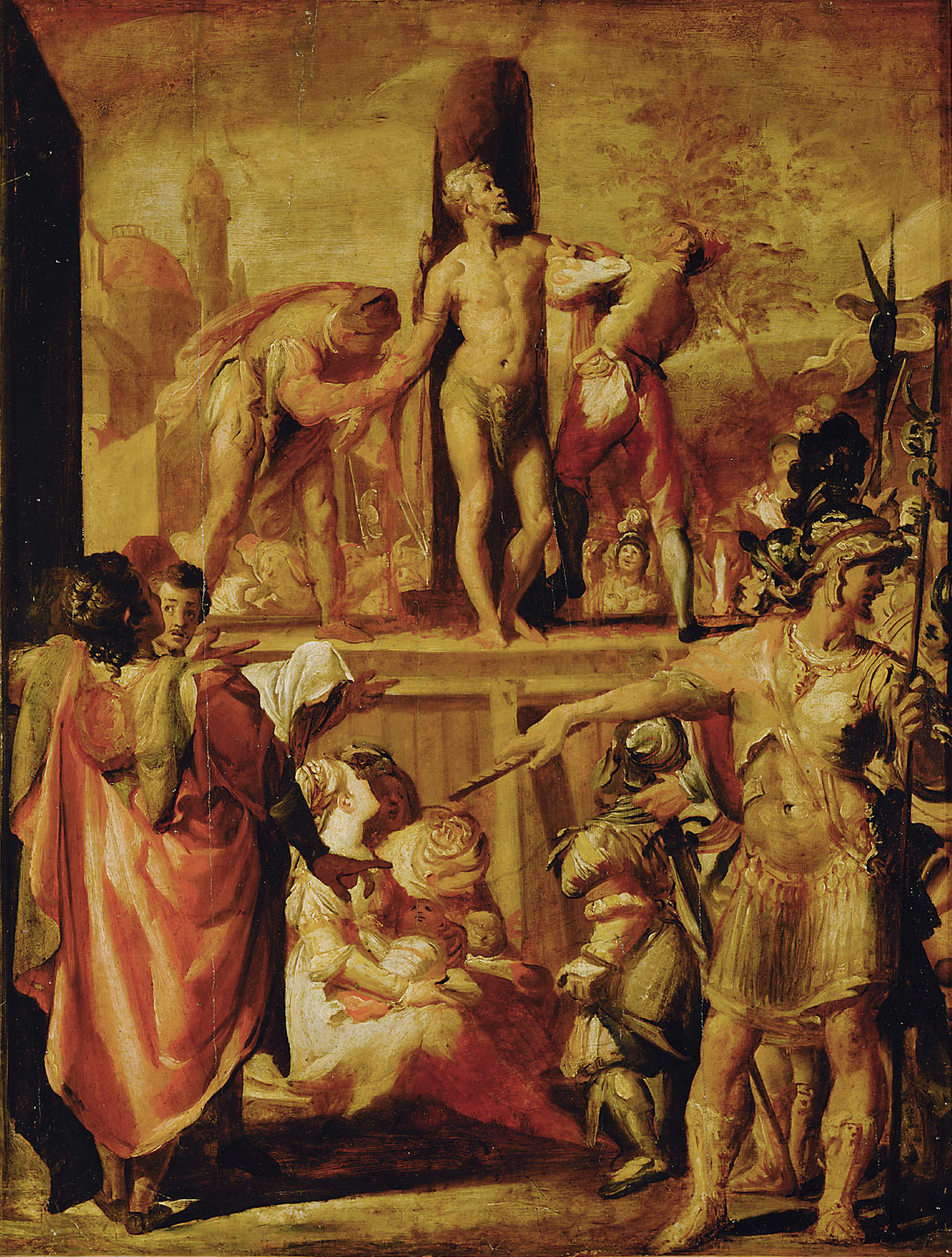
Marter des Heiligen Bartholomäus
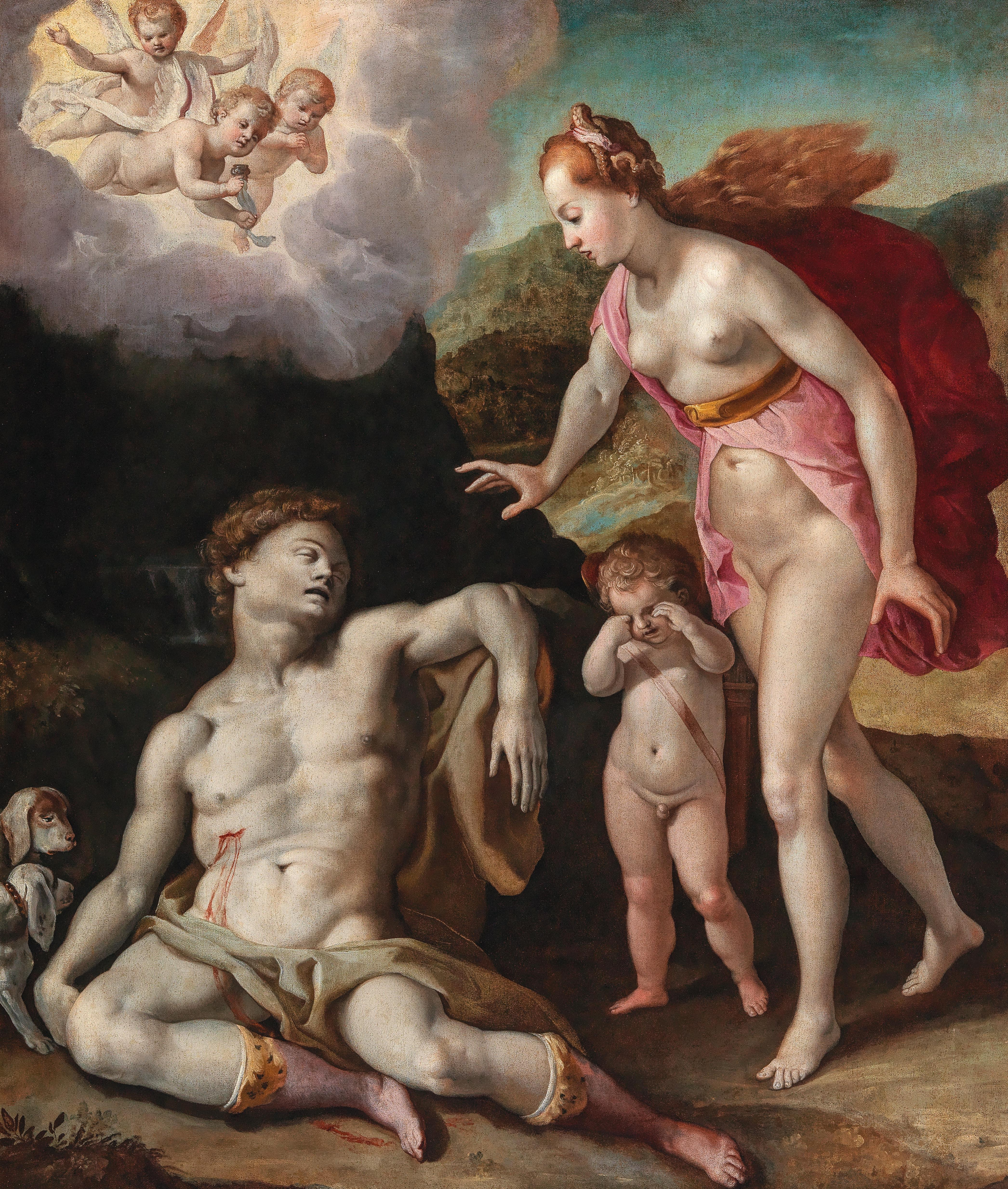
Venus trauert um Adonis
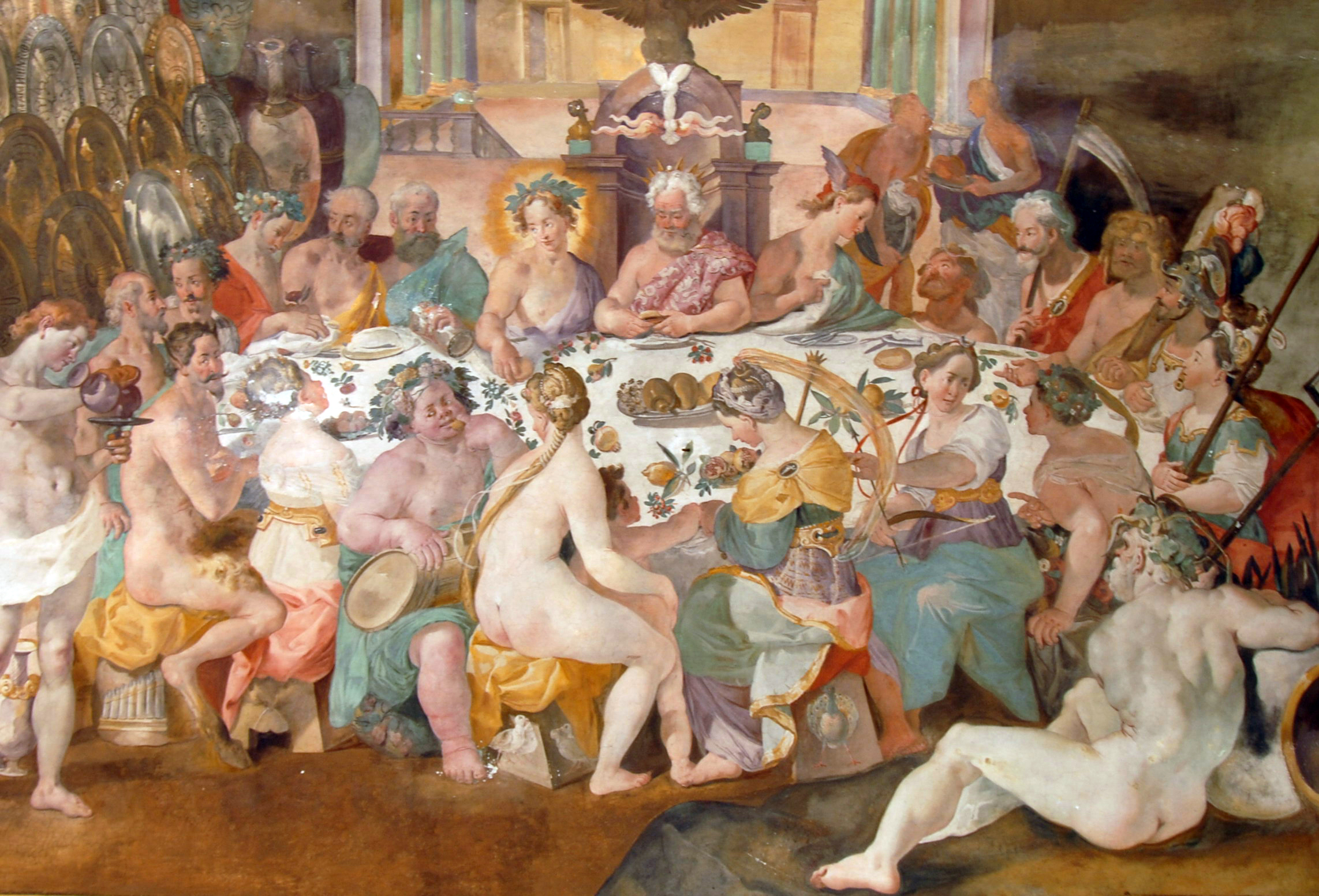
Das Convivio der Götter
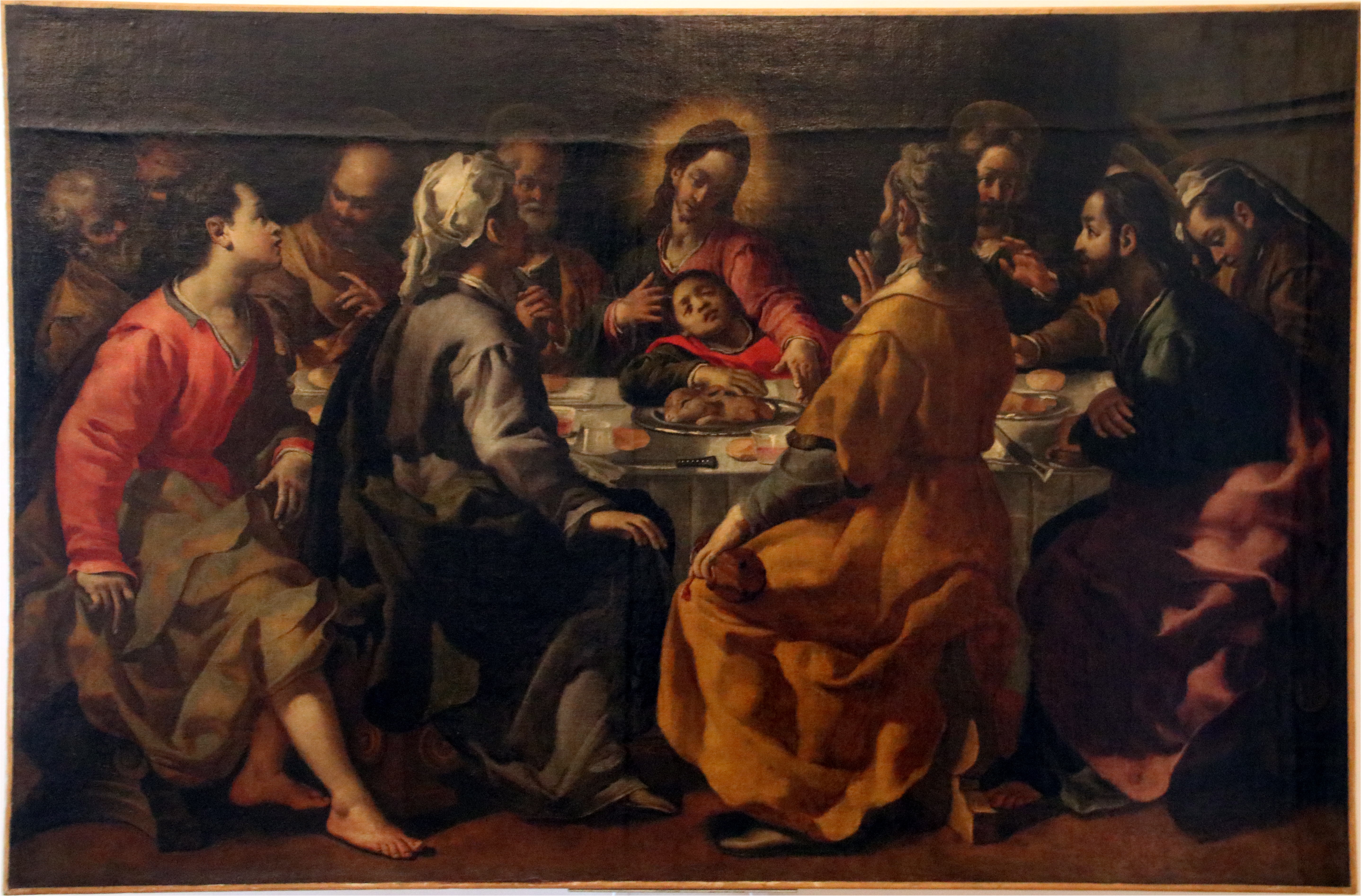
Das letzte Abendmahl
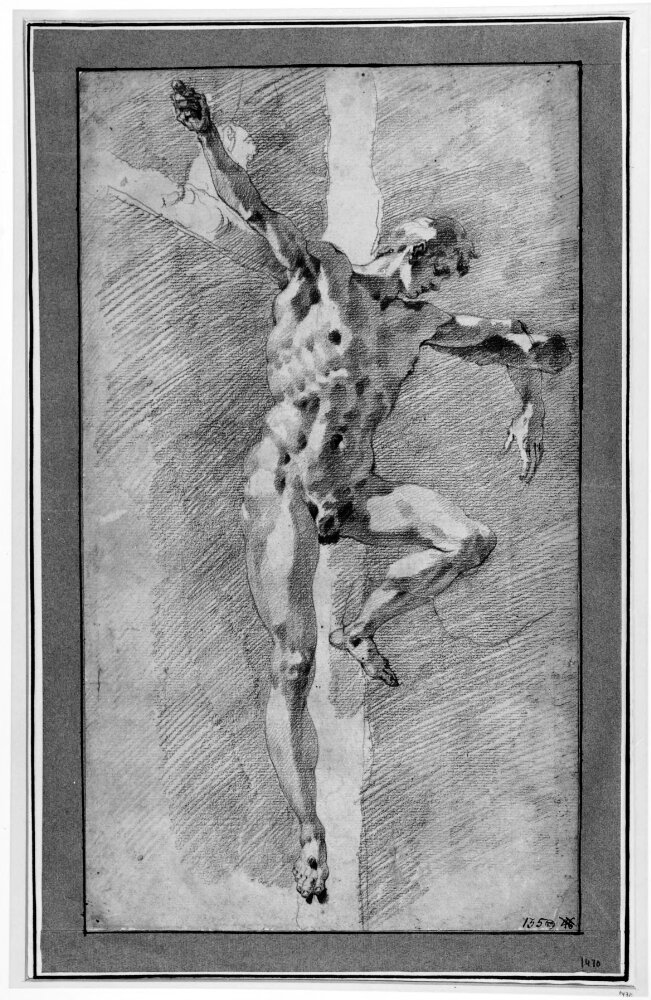
Studie für den guten (oder reuigen) Dieb